# Asclepias scaposa
Asclepias scaposa är en oleanderväxtart som beskrevs av Anna Murray Vail. Asclepias scaposa ingår i släktet sidenörter, och familjen oleanderväxter. Inga underarter finns listade i Catalogue of Life.